# Hericiaceae
Famille
Les Hericiaceae sont une famille de champignons basidiomycètes de l’ordre des Russulales. 

## Description
Ces champignons ont une morphologie coralloïde.

## Liste des genres
Selon Catalogue of Life (2 novembre 2013) :
- genre Dentipellis
- genre Dryodon
- genre Hericium
- genre Laxitextum

Selon NCBI (2 novembre 2013) :
- genre Creolophus
  - Creolophus cirrhatus
- genre Dentipellis
  - Dentipellis acystidiata
  - Dentipellis coniferarum
  - Dentipellis dissita
  - Dentipellis fragilis
  - Dentipellis leptodon
  - Dentipellis microspora
  - Dentipellis parmastoi
  - Dentipellis separans
- genre Hericium
  - Hericium abietis
  - Hericium alpestre
  - Hericium americanum
  - Hericium coralloides
  - Hericium erinaceus